# سرآشپز (فیلم)
سرآشپز (فرانسوی: Comme un chef‎) یک فیلم در ژانر کمدی به کارگردانی دنیل کوئن است که در سال ۲۰۱۲ منتشر شد. از بازیگران آن می‌توان به ژان رنو، ژولین بواسلیه، مایکل یون، پی‌یر ورنیه، و سانتیاگو سگورا اشاره کرد.